# 小室信介
小室 信介（こむろ しんすけ、1852年9月4日〈嘉永5年7月21日〉 - 1885年〈明治18年〉8月25日）は、明治期の官僚、自由民権運動家。旧丹後宮津藩士。小室案外堂と号した。

## 来歴
宮津藩士で砲術家小笠原長縄（忠四郎）の第2子として生まれる。旧名は小笠原長道、字は順叔。
藩校礼譲館に学び、慶応3年（1867年）、同藩助教に補せられる。廃藩後、明治5年（1872年）から明治8年（1875年）まで京都府綴喜郡井手村（現・井手町）の小学校教員を務めた。
明治8年（1875年）、宮津において地元有志と共に天橋義塾を設立。同年岩滝村（現・京都府与謝郡与謝野町）出身の豪商小室信夫の養子となり、その長女サキと結婚。小室信介と名を改める。
明治9年（1876年）には宮津を離れ上京。6月、養父が保証人となり慶應義塾に入塾した。在塾当時の勤怠表では「小室信介 出席割合 100」とある。なお、養父信夫は民撰議院設立建白書に板垣退助ら4人の旧参議と共に署名した一人であった。
明治10年（1877年）に、西南戦争が始まると高知へ戻る板垣らと同船して宮津に帰ったが、同年末には同志と共に国事犯の嫌疑を受け一時拘束された。明治12年（1879年）には大阪日報記者となり、立憲政党（総理：中島信行）の機関紙『日本立憲政党新聞』への改題後も関係を保ち、関西における自由民権運動の雄となった。
明治15年（1882年）4月6日、板垣退助が兇漢に襲われた岐阜事件の現場に居あわせ、4月11日付の『大阪朝日新聞』は、小室信介が書いたものである。
明治15年（1882年）7月に起きた壬午事変に際し、李氏朝鮮の視察を行う。明治16年（1883年）、自由党解散後に上京して自由新聞社員となり、星亨の出資によって明治17年（1884年）に創刊された『自由燈』の編集にあたる。同年、甲申事変の処理のために渡韓する全権大使井上馨に外務省奏任御用掛として随行したが、翌年（1885年）の帰国後、病死した。享年34。

## 墓碑
墓碑は、もと土佐勤王党員で、民撰議院設立建白書の起草者でもある古澤滋が友人を代表し撰文した。
この墓石は東京谷中霊園の乙3号1側にあるが、令和4年（2022年）3月時点で、無縁墓石として撤去間近となっている。

## 著書
- 東洋民権百家伝（大橋忠孫、1883–1884年）
  - 東洋民権百家伝（岩波文庫、1957年）ISBN 978-4-00-331041-0